# 單色石脂鯉
單色石脂鯉，為輻鰭魚綱脂鯉目脂鯉亞目脂鯉科的其中一個種，為熱帶淡水魚，分布於南美洲委內瑞拉馬拉開波湖流域，體長可達34.5公分，棲息在底中層水域，生活習性不明。
其种加词unicolor意为“单色的”。